# Mariano Martínez de Lejarza
Mariano Martínez de Lejarza (en ocasiones escrito Lejanza o Lexarza) (Ciudad de México, 25 de julio de 1808-Saltillo, Coahuila, 18 de diciembre de 1854) fue un militar y político mexicano, que desempeñó el mando militar o político de varias regiones del país, tan disímbolas como Tabasco, Nuevo León, Chihuahua, Nuevo México, Oaxaca, Chiapas y Coahuila.

## Orígenes y carrera militar
Hijo de padres originarios de España, nació en la Ciudad de México el 25 de julio de 1808 y el 30 de julio siguiente recibió el bautismo en la catedral de dicha metrópoli. 
Inició su carrera militar el 27 de febrero de 1826 al ingresar como teniente en el Batallón Provincial de Meztitlán y ascendiendo a capitán el 6 de junio inmediato. A finales de 1828 y encontrándose en la Ciudad de México, se sumó a la sublevación que encabezada por el general José María Lobato pasaría a la historia con en el nombre de motín de la Acordada y que culminó con el saqueo e incendio de El Parián y la nulificación de la elección como presidente de Manuel Gómez Pedraza y su sustitución por Vicente Guerrero. Al año siguiente, 1829, formó parte de las fuerzas, que al mando de Antonio López de Santa Anna marcharon a Tampico, donde en batalla derrotaron las fuerzas expedicionarias españolas que al mando de Isidro Barradas intentaron la reconquista de México.

## Actividad política

### Tabasco
Desde su participación en los eventos anteriores, se convirtió en un cercano partidario de Santa Anna, por lo cual al ascender en 1830 a la presidencia Anastasio Bustamante, lo envió con un cargo administrativo al estado de Tabasco, con intención de aislarlo. Sin embargo, el 3 de junio de 1832 logró sublevar a la mayoría de la guarnición militar de San Juan Bautista —hoy Villahermosa— a favor de la rebelión de Plan de Veracruz, acaudillada una vez más por Santa Anna y que tras los Convenios de Zavaleta, depuso a Bustamante de la presidencia y elevó a dicho cargo a Gómez Pedraza. En estos hechos detuvo como prisionero al entonces comandante general de Tabasco, Francisco Palomino y logró que todos los poderes constitucionales del estado secundaran la rebelión. El comandante de Campeche, José R. Gil, fiel a Bustamente, atacó a las fuerzas de Martínez en la denominada segunda invasión de los Chenes; pero resultó derrotado en el punto denominado Acachapa, tras lo cual Martínez pudo aun hacerse del control de cuatro goletas que remitió a Veracruz en apoyo a Santa Anna. En premio a ello, al acceder Santa Anna a la presidencia el 10 de julio de 1833 le ascendió a teniente coronel y comandante general de Tabasco; y el 20 de agosto del mismo año, a coronel.
A principios de 1834 comenzó en Tabasco el enfrentamiento entre los políticos liberales, partidarios de las reformas que a nivel nacional encabezaba el presidente Valentín Gómez Farías, encabezados en el estado por el gobernador Manuel Buelta, y las fuerzas conservadoras partidarias de Santa Anna entre las que se contó Martínez de Lejarza, agudizándose los enfrentamientos entre ambos personajes. Gómez Farías relevó a Martínez de Lejarza de la comandancia general de Tabasco, pero éste, en vez de obedecer, se sublevó a favor del centralismo contra el gobernador Buelta y en alianza con Evaristo Sánchez y Santiago Duque de Estrada; derrotó a las fuerzas liberales enviadas a someterlos y logró desplazar a Buelta de la gubernatura, siendo suplido por Juan de Dios Salazar, con quien entró en tratos. Desplazado a nivel nacional Gómez Farías de la presidencia y ocupada ésta por Santa Anna, aprobó sus actos y lo confirmó en el cargo de comandante general de Tabasco. Sin embargo por tiempo después y por orden de la secretaría de Guerra y Marina llegó a Tabasco el general Gregorio Gómez Palomino, quien le quitó el mando y lo sometió a juicio de residencia, pero en junio del mismo año logró vindicarse y recuperó el mando hasta finales de 1834 en que fue llamado a la Ciudad de México e incorporado a la guarnición de la capital.

### Nuevo León y Ciudad de México
En diciembre de 1935 fue destinado a la ciudad de Monterrey, Nuevo León, y el 6 de enero de 1836 fue formalmente nombrado comandante general de Nuevo León. Como tal, organizó una sección de 400 hombres que bajo el mando del coronel Rafael Vázquez fue enviada de Santa Anna que combatía contra los colonos texanos sublevados contra el gobierno mexicano.
El 6 de julio de 1839 cesó en la comandancia general de Nuevo León, y habiéndose trasladado a la capital de la república, fue nombrado fiscal de causas del ramo de guerra. En julio de 1840 combatió en las tropas de Gabriel Valencia a la sublevación federalista que acaudillada por el general José Urrea, había tomado Palacio Nacional y capturado al presidente Anastasio Bustamante y su gobierno, y que fue finalmente derrotada; pero cerca de un año después, en 1841, secundó nuevamente a Valencia pero esta vez siendo uno de los principales jefes sublevados contra Bustamante, rebelión que finalizó con la caída de ése y la nueva elevación a la presidencia de Santa Anna, basándose para ella en el plan que pasó a la historia como las Bases de Tacubaya. En premio a estas acciones, el 20 de enero de 1842 fue ascendido a coronel efectivo.

### Chihuahua y Nuevo México
Posterior a ello, fue nombrado por el entonces gobernador de Chihuahua, general Francisco García Conde, como comandante general e inspector de presidios militares en Chihuahua, cargo que le daba el carácter de segundo jefe militar del departamento.  En consecuencia a ello, y debido a una ordenanza que establecía que el segundo jefe debería de suplir las faltas de los gobernadores, Mariano Martínez de Lejarza asumió el carácter de gobernador de Chihuahua por primera ocasión entre el 27 de septiembre y el 3 de octubre de 1842, durante una enfermedad del general García Conde.
Durante este periodo, García Conde recibió versiones extraoficiales de su remoción de la gubernatura de Chihuahua, por lo que pretendió no retornar al cargo. Sin embargo, en unión a muchos sectores de la población, Martínez de Lejarza solicitó a éste el reincorporarse al cargo —aun siendo el favorecido por sur retiro—, sobre todo para que pudiera concluir los tratados de paz que previamente había negociado con el jefe Espejo, general de la tribu apache de los mescaleros.
Por segunda ocasión desempeñó la gubernatura chihuahuense entre el 26 de junio y el 29 de agosto de 1843, sustituyendo en esta ocasión al general Mariano Monterde, quien se separó del cargo para encabezar las tropas que acudieron a Nuevo México a defender dicho territorio contra una invasión de texanos separatistas. Durante este periodo le correspondió publicar solemnemente en Chihuahua la nueva constitución centralista de la república, conocida como las Bases Orgánicas el 2 de julio de aquel año, realizándose el correspondiente juramento de las mismas por todas las autoridades y población. Así mismo, se dedicó de forma especial a lograr los recursos requeridos para el sostenimiento de las tropas que defendían Nuevo México y el cumplimentar lo estipulado en los tratados de paz con los apaches.
El 3 de octubre de 1843 fue ascendido a general graduado y ese mismo mes fue electo diputado a la Asamblea Departamental de Chihuahua, sin embargo, el 9 de noviembre fue nombrado comandante general del departamento de Nuevo México, en sustitución del general Manuel Armijo. El 23 de marzo de 1844 en Santa Fe, Nuevo México, firmó un tratado de paz con los navajos, con el apoyo del gobernador de Nuevo México, Antonio Chávez y el jefe político del segundo distrito, Francisco Sarracino. Por nombramiento del gobierno nacional, fue gobernador de Nuevo México entre abril de 1844 y marzo de 1845. 
Al cesar en la gubernatura, mantuvo el mando de las armas hasta principios de 1846, en que la entregó nuevamente a Manuel Armijo, pues se separó del ejército mediante una licencia de dos años. Con ello, retornó a la ciudad de Chihuahua, donde por nombramiento del gobernador José María Irigoyen Rodríguez fue vocal de la junta de Defensa Nacional y por última ocasión fue comandante general de Chihuahua agosto a octubre de 1846.

### Valle de México, Oaxaca, Chiapas y Coahuila
Traslado a la Ciudad de México con la intención de solicitar recursos para las tropas chihuahuenses que combatían la invasión estadounidense a México, se unió a la defensa de la capital contra las tropas invasoras en 1847, sirviendo en la comandancia general en Toluca, y tras la caída y ocupación de Ciudad de México, acompañó al gobierno a establecerse en la ciudad de Querétaro.
Tras la firma de la paz mediante el tratado de Guadalupe Hidalgo, fue nombrado magistrado del Supremo Tribunal de Guerra y luego comandante general del estado de Oaxaca y sucesivamente del de Chiapas en mayo de 1853. En 1854, Antonio López de Santa Anna, nuevamente en el poder, le condecoró con la Orden de Guadalupe en el grado de caballero y en marzo del mismo año lo nombró gobernador y comandante general de Coahuila. En ejercicio de este último cargo, falleció en la ciudad de Saltillo, el 18 de diciembre de dicho año 1854.